# 南布恰加峰
46°05′59″N 10°32′14″E / 46.09969°N 10.53734°E
南布恰加峰（義大利語：Cima Buciaga Sud），是意大利的山峰，位於該國北部，由特倫蒂諾-上阿迪傑大區負責管轄，屬於阿達梅洛-普雷薩內拉阿爾卑斯山脈的一部分，海拔高度2,987米，每年平均降雨量1,357毫米。